# Manuel I de Portugal
Manuel I de Portugal, dit l'Afortunat (Alcochete, 1469 - Lisboa, 1521), fou infant de Portugal i rei de Portugal (1495-1521).

## Orígens familiars
Va néixer a Alcochete el 31 de maig de 1469. Va ser el fill petit del príncep Ferran de Portugal, duc de Viseu i successor de Joan II, i la seva esposa Beatriu de Portugal.
Per línia paterna era net del rei Eduard I de Portugal i nebot del rei Alfons V.
Va ser anomenat el Venturós, el Benaurat o l'Afortunat, pels esdeveniments feliços que van ocórrer durant el seu regnat, principalment pel descobriment del camí marítim cap a l'Índia i cap al Brasil.

## Infància
Durant la infància i la jovenesa, Manuel va assistir a la guerra d'intriga i de conspiració entre l'aristocràcia portuguesa i el rei Joan II, molt gelós del seu poder. Alguns hòmens del seu cercle pròxim van ser morts o exiliats, incloent el seu germà gran Dídac de Viseu, assassinat pel mateix rei en persona. Amb això, quan el 1493 va rebre una ordre reial de compareixença a la cort, Manuel pensà que també li havia arribat la fi. El propòsit però del rei Joan II, cosí de Manuel, era nomenar-lo hereu de la corona, després de la mort del fill d'aquest, Alfons de Portugal, i dels intents frustrats de legitimar el bastard Jordi de Lencastre.

## Ascens a tron

Epistola de victoria contra infideles habita, 1507

Manuel va demostrar ser un successor a altura de Joan II, ja que va donar suport als descobriments portuguesos i el desenvolupament dels monopolis comercials. Durant el seu regnat, Vasco da Gama va descobrir el camí marítim cap a l'Índia l'any 1498, Pedro Álvares Cabral va descobrir Brasil el 1500, Francisco de Almeida va esdevenir el primer virrei de l'Índia el 1505 i l'almirall Afons d'Albuquerque va assegurar el control de les rutes comercials de l'oceà Índic i el Golf Pèrsic per a Portugal. Tot això va contribuir a la constitució de l'Imperi Portuguès que va fer de Portugal un dels països més rics i poderosos del món. Manuel va fer servir la riquesa obtinguda pel comerç per a construir edificis reials en estil manuelí, (el Monestir dels Jerònims n'és un exemple ben clar) i atreure científics cap a la cort de Lisboa. Durant el regnat van establir-se tractats comercials i relacions diplomàtiques amb la Xina i la Pèrsia i va ser enviada una ambaixada monumental a Roma, per impressionar el Papa amb les riqueses acumulades.
Pel que fa a la vida política interna, Manuel I va seguir les passes de Joan II va esdevenir gairebé un rei absolut. Va restringir les llibertats populars i de la burgesia, instaurà unilateralment nous tributs i va donar més privilegis al clergat i a l'aristocràcia. Les Corts van ser reunides només tres vegades durant un regnat de més de vint-i-cinc anys i sempre al palau reial de Lisboa. Va dedicar-se a la reforma dels tribunals i del sistema tributari, i el va adaptar al progrés econòmic que Portugal vivia aleshores.
Manuel I va ser un home bastant religiós que va invertir una bona part de la fortuna del país en la construcció d'esglésies i monestirs, bé com a patrocini de l'evangelització de les noves colònies a través dels missioners catòlics. Aquest regnat també serà recordat per la persecució dels jueus i musulmans a Portugal, particularment entre els anys 1496 i 1498. Aquesta política extremista potser va ser posada en marxa per agradar als Reis Catòlics. Manuel va intentar d'acabar amb la distinció jurídica entre cristians vells i cristians nous, els convertits, i posar fi a la persecució continuada dels que acceptaven el bateig i la conversió. Això no va poder evitar però, una massacre de jueus a Lisboa, perpetrada el 1506.
Es va casar amb la filla dels reis catòlics, Isabel d'Aragó que va morir el 1498, durant el part, i va acabar així amb el vel somni de Joan II d'unir les corones ibèriques en mans portugueses. La segona muller de Manuel, Maria d'Aragó era una altra de les filles dels reis catòlics, però no la princesa hereva, que va ser, Joana la boja casada amb l'hereu dels Habsburg.
Pel tractat de Tordesillas, Portugal es reservava la sobirania sobre el Regne de Fes i Castella el Regne de Tlemcen, però aquesta darrera divisió va haver de ser corregida després de la presa de Vélez de la Gomera, i signant el Conveni de Sintra de 1509, que va establir la frontera en Vélez de la Gomera, que quedava sota sobirania castellana.
Manuel va morir a la cort reial de Lisboa el 13 de desembre de 1521 i es troba sepultat al Monestir dels Jerònims.

## Núpcies i descendència
Es va casar l'octubre de 1497 a Valencia de Alcantára, Cáceres, amb Isabel d'Aragó, filla dels Reis Catòlics. D'aquesta unió nasqué un fill:
- l'infant Miquel da Paz (1498-1500), nomenat príncep d'Astúries i hereu de les Corones de Portugal, Castella i Aragó

Es casà, en segones núpcies, el 30 d'octubre de 1500 a Alcázar de Sal amb Maria d'Aragó, filla també dels Reis Catòlics i germana de l'anterior esposa del rei. D'aquesta unió nasqueren:
- l'infant Joan III de Portugal (1502-1554), rei de Portugal
- la infanta Isabel de Portugal (1503-1539), casada el 1526 amb l'emperador Carles V
- la infanta Beatriu de Portugal (1504-1538), casada el 1520 amb el duc Carles III de Savoia
- l'infant Lluís de Portugal (1506-1555), duc de Beja
- l'infant Ferran de Portugal (1507-1534), duc de Guarda
- l'infant Alfons de Portugal (1509-1540), cardenal i arquebisbe de Lisboa
- la infanta Maria de Portugal (1511-1513)
- l'infant Enric I de Portugal (1512-1580), rei de Portugal
- l'infant Eduard de Portugal (1515-1540), duc de Guimaraes
- l'infant Antoni de Portugal (1516)

El 25 de novembre de 1518 es casà, en terceres núpcies, a Lisboa amb Elionor d'Habsburg, filla de Joana I de Castella i de Felip I de Castella. D'aquesta unió nasqueren:
- l'infant Carles de Portugal (1520-1521)
- la infanta Maria de Portugal (1521-1577), senyora de Viseu